# Железничка станица Црвени крст
Железничка станица Црвени крст је једна од станица Нишког железничког чвора, пруге Београд—Ниш. Налази се насељу Црвени крст у Нишу градској општини Црвени крст у Нишу. Пруга се наставља у једном смеру ка Нишу, у другом према према Трупалама, у трећем према Ниш ранжирној, у четвртом према Ћеле-кули и петом према Горњем Матејевцу. Железничка станица Црвени крст састоји се из 7 колосека.